# Alessio Lorandi
Alessio Lorandi (ur. 8 września 1998 w Salò) – włoski kierowca wyścigowy.

## Życiorys
Po sukcesach w kartingu, Lorandi rozpoczął międzynarodową karierę w jednomiejscowych samochodach wyścigowych w 2015 roku od startów w Europejskiej Formuły 3, gdzie podpisał kontrakt z holenderską ekipą Van Amersfoort Racing. Był to ryzykowny ruch, gdyż bolidy F3 wymagają doświadczenia, jednak pomimo tego Włoch zdołał odnotował kilka wartościowych występów. Alessio siedmiokrotnie sięgał po punkty. Najlepsze wyniki odnotował na ulicznym torze w Pau, gdzie dojechał na szóstej i siódmej lokacie. Zdobyte punkty sklasyfikowały go na 20. miejscu, z dorobkiem 26 punktów (punkt mniej od bardziej doświadczonego zespołowego partnera z Indii, Arjun Mainiego).
Potwierdził wysokie umiejętności w dwóch prestiżowych wyścigach - Masters of Formula 3 oraz Grand Prix Makau. W pierwszym starcie dojechał na dziewiątej lokacie, po starcie z piątego pola. W drugim przypadku w kwalifikacjach był dziewiąty, natomiast w wyścigu zdołał wyprzedzić wyżej wspomnianego Hindusa i przeciąć linię mety jako ósmy.
W sezonie 2016 przeniósł się do brytyjskiej ekipy Carlin.

## Wyniki

### GP3
| Legenda oznaczeń w tabelach wyników Wyświetl szablon na nowej stronie | Legenda oznaczeń w tabelach wyników Wyświetl szablon na nowej stronie                                                                     |
| Oznaczenie                                                            | Wyjaśnienie |
| --------------------------------------------------------------------- | --- |
| Złoty                                                                 | Zwycięzca lub mistrzostwo |
| Srebrny                                                               | 2. miejsce lub wicemistrzostwo |
| Brązowy                                                               | 3. miejsce lub II wicemistrzostwo |
| Zielony                                                               | Ukończył, punktował (w klasyfikacji generalnej, gdy zdobył co najmniej jeden punkt na przestrzeni sezonu, poza trzema powyższymi opcjami) |
| Niebieski                                                             | Ukończył, nie punktował (w klasyfikacji generalnej, gdy nie zdobył co najmniej jednego punktu na przestrzeni sezonu)                      |
| Czerwony                                                              | Nie zakwalifikował się (NZ) |
| Czerwony                                                              | Nie prekwalifikował się (NPK) |
| Różowy                                                                | Nie ukończył (NU) |
| Różowy                                                                | Niesklasyfikowany (NS) (w klasyfikacji generalnej, gdy nie został sklasyfikowany w żadnym wyścigu sezonu)                                 |
| Czarny                                                                | Zdyskwalifikowany (DK) |
| Czarny                                                                | Wykluczony (WYK/EX) |
| Biały                                                                 | Nie wystartował (NW) |
| Biały                                                                 | Kontuzjowany (K/INJ) |
| Biały                                                                 | Wyścig odwołany (OD/C) |
| Bez koloru                                                            | Został wycofany (WYC/WD) |
| Bez koloru                                                            | Nie przybył (NP/DNA) |
| Bez koloru                                                            | Nie brał udziału w treningach (NT/DNP) |
| Bez koloru                                                            | Nie został zgłoszony (–) |
| Pogrubienie                                                           | Start z pole position |
| Kursywa                                                               | Najszybsze okrążenie wyścigu |
| †                                                                     | Nie ukończył, ale jego rezultat został zaliczony ze względu na przejechanie więcej niż 90% dystansu wyścigu.                              |
| *                                                                     | Sezon w trakcie |
| 1/2/3                                                                 | Punktowana pozycja w sprincie kwalifikacyjnym                                                                                             |
| Lista systemów punktacji Formuły 1                                    | |

| Rok  | Zespół            | Wyniki w poszczególnych eliminacjach | Wyniki w poszczególnych eliminacjach | Wyniki w poszczególnych eliminacjach | Wyniki w poszczególnych eliminacjach | Wyniki w poszczególnych eliminacjach | Wyniki w poszczególnych eliminacjach | Wyniki w poszczególnych eliminacjach | Wyniki w poszczególnych eliminacjach | Wyniki w poszczególnych eliminacjach | Wyniki w poszczególnych eliminacjach | Wyniki w poszczególnych eliminacjach | Wyniki w poszczególnych eliminacjach | Wyniki w poszczególnych eliminacjach | Wyniki w poszczególnych eliminacjach | Wyniki w poszczególnych eliminacjach | Wyniki w poszczególnych eliminacjach | Wyniki w poszczególnych eliminacjach | Wyniki w poszczególnych eliminacjach | Punkty | Pozycja |
| ---- | ----------------- | ------------------------------------ | ------------------------------------ | ------------------------------------ | ------------------------------------ | ------------------------------------ | ------------------------------------ | ------------------------------------ | ------------------------------------ | ------------------------------------ | ------------------------------------ | ------------------------------------ | ------------------------------------ | ------------------------------------ | ------------------------------------ | ------------------------------------ | ------------------------------------ | ------------------------------------ | ------------------------------------ | ------ | ------- |
| 2016 | Jenzer Motorsport | ESP                                  | ESP                                  | AUT                                  | AUT                                  | GBR                                  | GBR                                  | HUN                                  | HUN                                  | GER                                  | GER                                  | BEL                                  | BEL                                  | ITA                                  | ITA                                  | MAL                                  | MAL                                  | ARE                                  | ARE                                  | 0      | 23      |
| 2016 | Jenzer Motorsport | –                                    | –                                    | –                                    | –                                    | –                                    | –                                    | –                                    | –                                    | –                                    | –                                    | –                                    | –                                    | –                                    | –                                    | 11                                   | 9                                    | 12                                   | 20                                   | 0      | 23      |

### Podsumowanie
| Sezon | Seria                        | Zespół                | Wyścigi | Zwycięstwa | PP | NO | Podium | Punkty | Pozycja |
| ----- | ---------------------------- | --------------------- | ------- | ---------- | -- | -- | ------ | ------ | ------- |
| 2015  | Europejska Formuła 3         | Van Amersfoort Racing | 33      | 0          | 0  | 0  | 0      | 26     | 20      |
| 2015  | Masters of Formula 3         | Van Amersfoort Racing | 2       | 0          | 0  | 0  | 0      | 0      | 9       |
| 2015  | Grand Prix Makau             | Van Amersfoort Racing | 1       | 0          | 0  | 0  | 0      | 0      | 7       |
| 2015  | Alpejska Formuła Renault 2.0 | GSK Grand Prix        | 2       | 0          | 0  | 0  | 0      | 0      | NS      |
| 2016  | Europejska Formuła 3         | Carlin                | 21      | 1          | 1  | 1  | 2      | 96     | 14      |
| 2016  | Masters of Formula 3         | Carlin                | 2       | 0          | 0  | 0  | 0      | 0      | 8       |
| 2016  | Seria GP3                    | Jenzer Motorsport     | 4       | 0          | 0  | 0  | 0      | 0      | 23      |